# Alternariolmonomethylether
Alternariolmonomethylether (AME) ist eine Verbindung aus der Gruppe der Mykotoxine und kommt insbesondere in Schimmelpilzen der Gattung Alternaria vor. Chemisch gehört der Stoff zu den Dibenzo-α-pyronen. Zusammen mit Tenuazonsäure, Altertoxin-1, Alternariol und Altenuen gehört Alternariolmonomethylether zu den toxikologisch bedeutendsten Alternaria-Toxinen.

## Eigenschaften
Alternariolmonomethylether ist der 9-Methylether von Alternariol (AOH). Es ist ein weißer bis gelber oder beiger Feststoff.

## Lebensmittelüberwachung
Für AME reicht die Datenlage nicht aus, um gesetzlich geregelte Höchstgehalte für den Gehalt in Lebensmitteln festzulegen. EU-Mitgliedstaaten sind aber angehalten, das Vorkommen von Alternaria-Toxinen zu überwachen und die Faktoren zu ermitteln, die zu hohen Werten führen. In der Folge sollen entsprechende Maßnahmen Verunreinigungen mit diesen Toxinen verringern oder verhindern. Die Europäische Kommission hat Richtwerte für AME und den Mutterstoff AOH angegeben, oberhalb derer das Vorhandensein genauer untersucht werden soll.